# 席爾瓦鎮區 (北卡羅萊納州傑克遜縣)
席爾瓦鎮區（英語：Sylva Township）是位於美國北卡羅萊納州傑克遜縣的一個鎮區。

## 地方資料
席爾瓦鎮區的面積為59.57平方千米，皆為陸地。根據2020年美國人口普查的數據，當地共有人口6886人，而人口密度為每平方千米115.6人。